# Regelbau 105

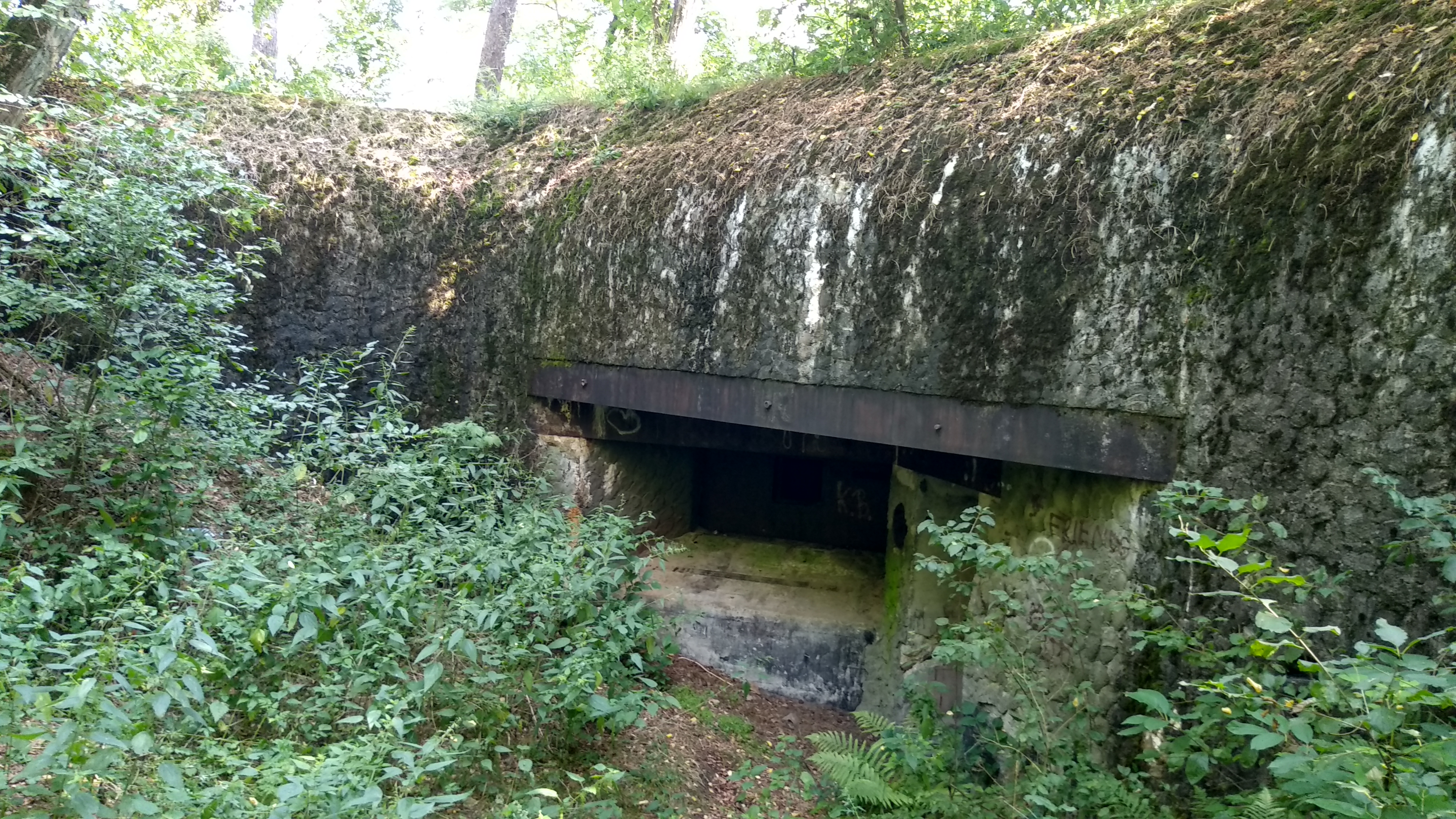
Regelbau 105 en Pologne.

La casemate de type 105 est une casemate répondant au standard regelbau. Sa mission est de servir d'abri pour une mitrailleuse.
Elle était destinée à la Heer.

## Construction
Sa construction nécessitait le déblaiement de 1 050 m3 de matériaux et la coulée de 564 m3.

## Architecture

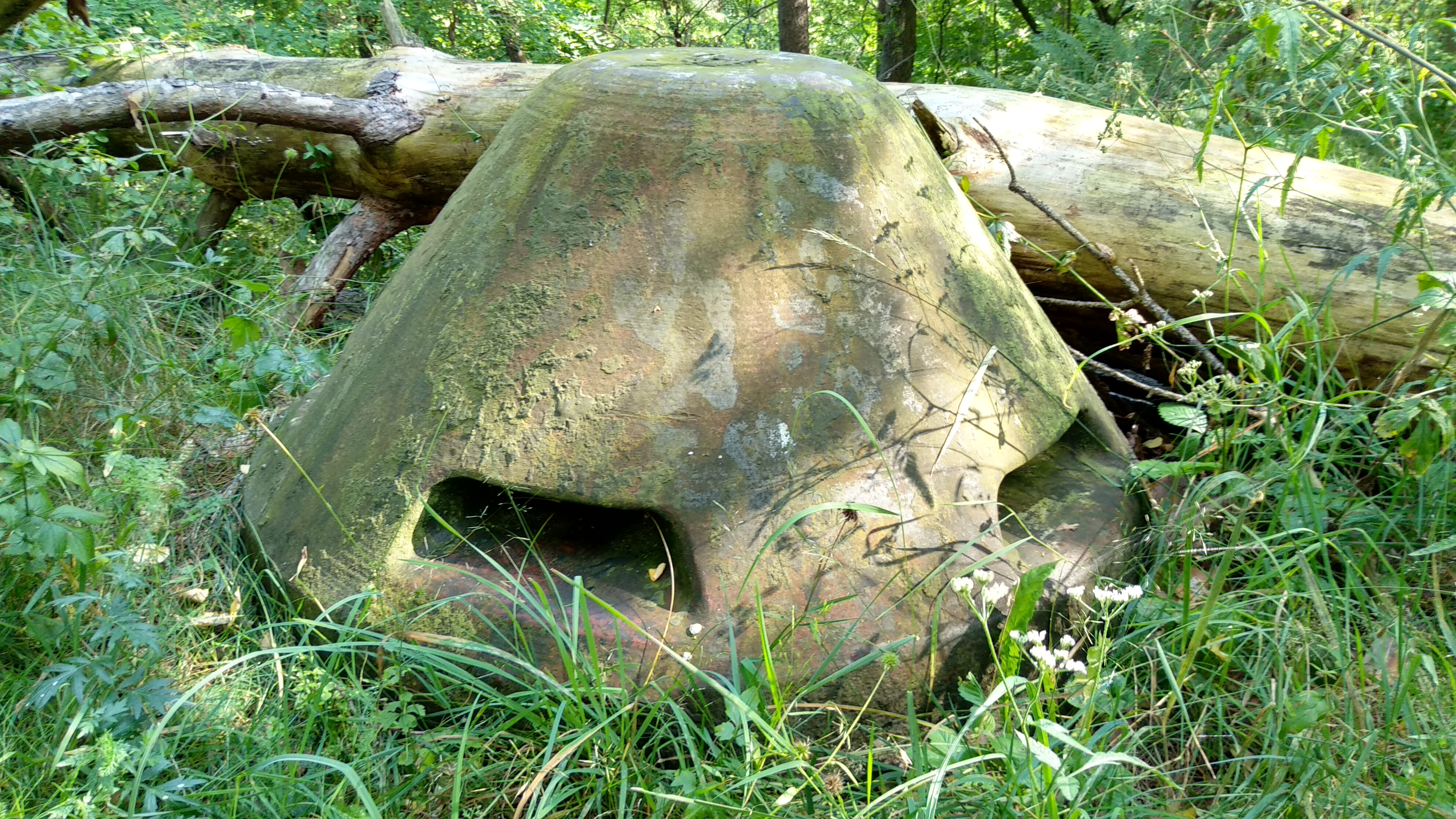
Cloche sur le toit d'une casemate Regelbau 105.

Elle servait à abriter une mitrailleuse MG avec un équipage de six hommes pendant leur temps de service.
Elle fait 11.8 m de long pour 12.3 de large et 4.9 de haut.
Il existait plusieurs versions de cette casemate :
- 105a : Casemate MG sans groupe avec cloche et système d’accompagnement ;
- 105b : Casemate MG sans groupe avec système d’accompagnement ;
- 105c : Casemate MG sans groupe avec cloche et sans système d’accompagnement ;
- 105d : Casemate MG sans groupe sans système d’accompagnement[1].

## Exemplaires

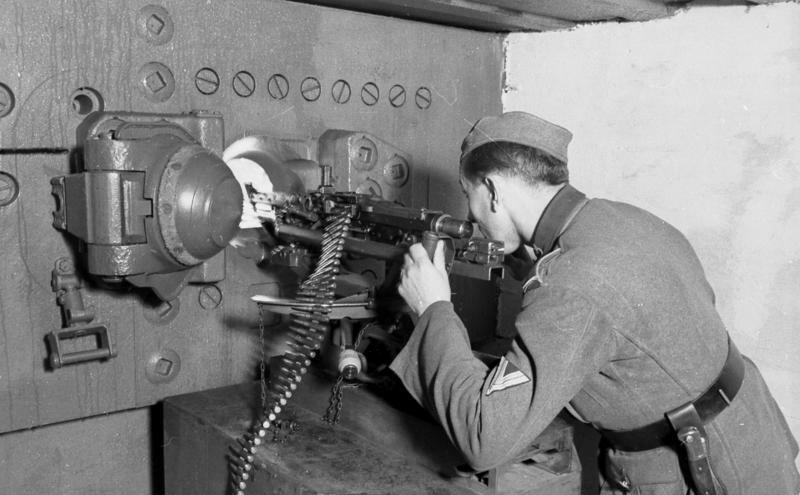
Vu de l'intérieur d'une casemate Regelbau 105 en Norvège.

Il existe environ 85 exemplaires de cette casemate.Plusieurs exemplaires sont présents à Dillingen,.